# Agonoscena succincta
Agonoscena succincta är en insektsart som först beskrevs av Ernst Wilhelm Heeger 1856.  Agonoscena succincta ingår i släktet Agonoscena och familjen rundbladloppor.
Artens utbredningsområde är Österrike. Inga underarter finns listade i Catalogue of Life.